# Corrida em trilha
A corrida em trilha (português brasileiro) ou corrida todo o terreno (português europeu) (em inglês, trail running) é um esporte que consiste em correr “fora de pista”, por trilhas/trilhos de montanha ou caminhos secundários, através de montanhas e colinas, cruzando riachos e rios, com subidas e descidas íngremes.

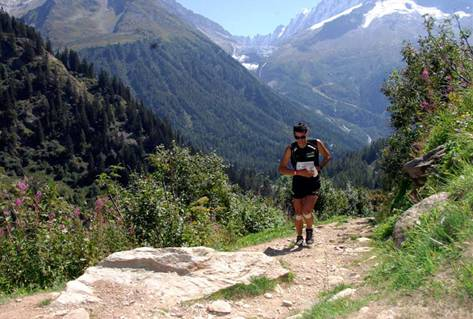
Kilian Jornet i Burgada durante a ultramaratona Ultra-Trail du Mont-Blanc no ano 2008.

A corrida de trilhos diferencia-se das corridas a pé e da caminhada, pelo facto de em geral ocorrer em lugares mais selvagens, muitas vezes em terreno montanhoso com declives acentuados, onde continuamente se sobe e desce. Por conseguinte, tanto a natureza do terreno, como o declive do percurso, além da distância, são características fundamentais a ter em conta numa corrida de trilhos.

## Equipamento

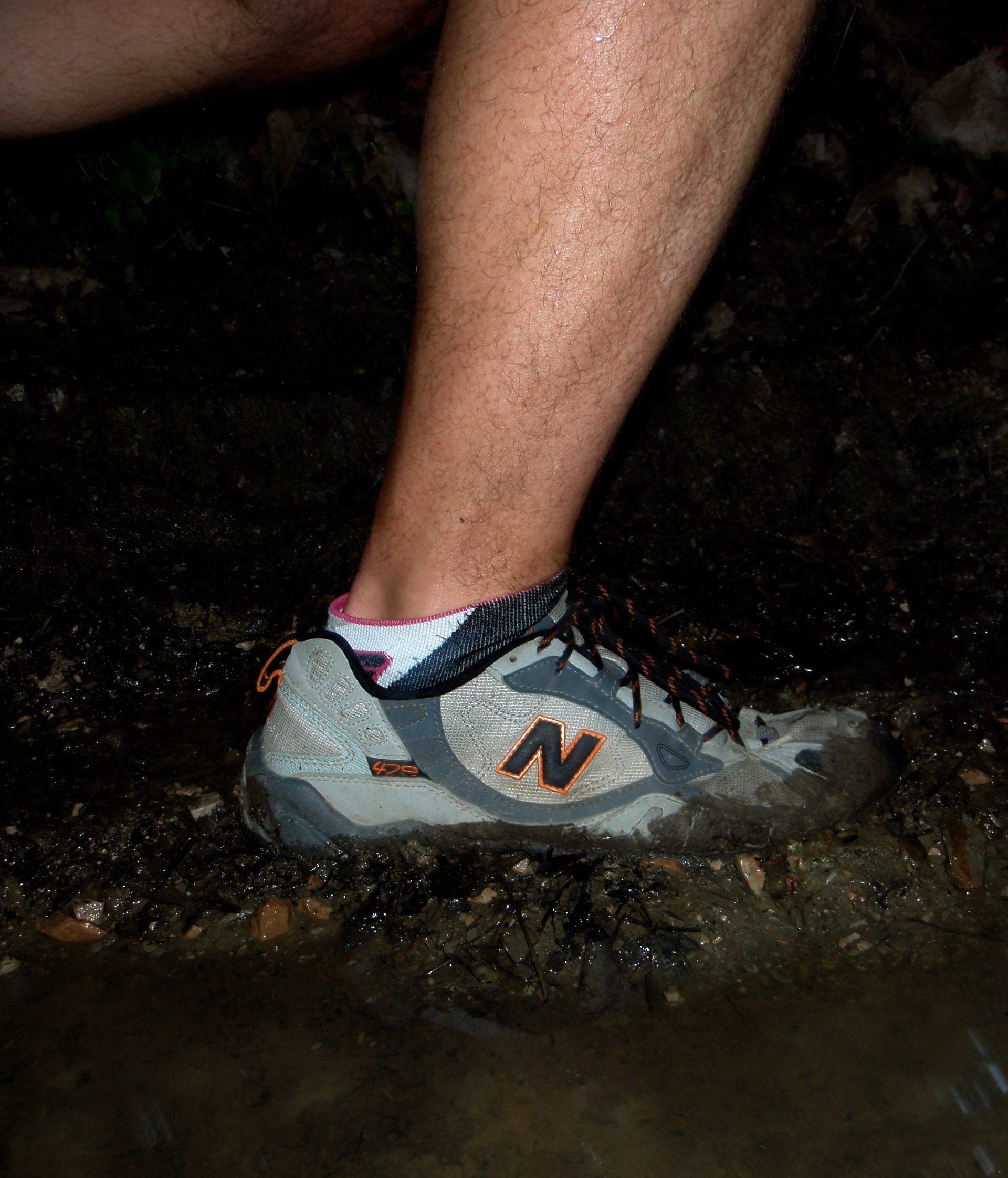
Tênis de trail running proporcionam maior segurança em superfícies macias como o barro e a grama que os que se utilizam usualmente para correr em asfalto.

Muitos corredores utilizam tênis especialmente desenhados para trail running com melhores solas que os tênis comuns. Geralmente utilizam-se calçados especiais que protegem os pés de ferimentos por perfurações de rochas afiadas ou outros objetos..
Alguns corredores colocam crampons na parte inferior de seus calçados para ter uma melhor tração na neve e no gelo.
Uma forma alternativa de levar água é utilizar uma bolsa em forma de mochila que armazena água potável e que contém um tubo para ingerir o líquido durante a corrida. É necessário levar os dez elementos básicos de sobrevivência para reduzir os riscos inerentes as competências. Muitos corredores utilizam bastões telescópicos de caminhada para aumentar a velocidade e a estabilidade.
Em função das condições meteorológicas e do tipo de percurso, deve-se levar também: blusa com tecido corta-vento, garrafas de água, protetor solar, óculos de sol, polainas, pulverizadores anti-insetos, lanternas frontais quando se vai realizar o percurso de noite o em condições de baixa visibilidade, etc.

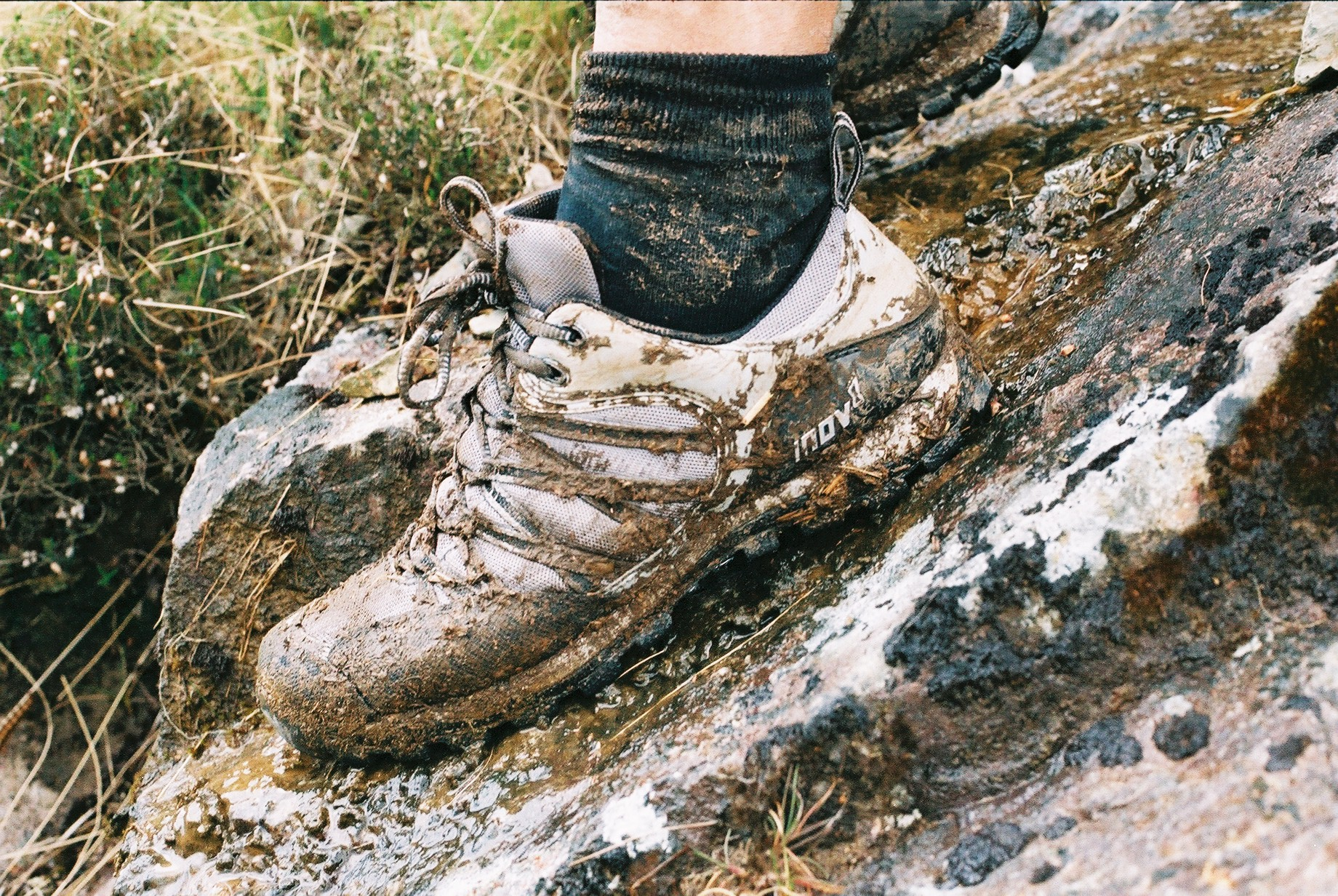
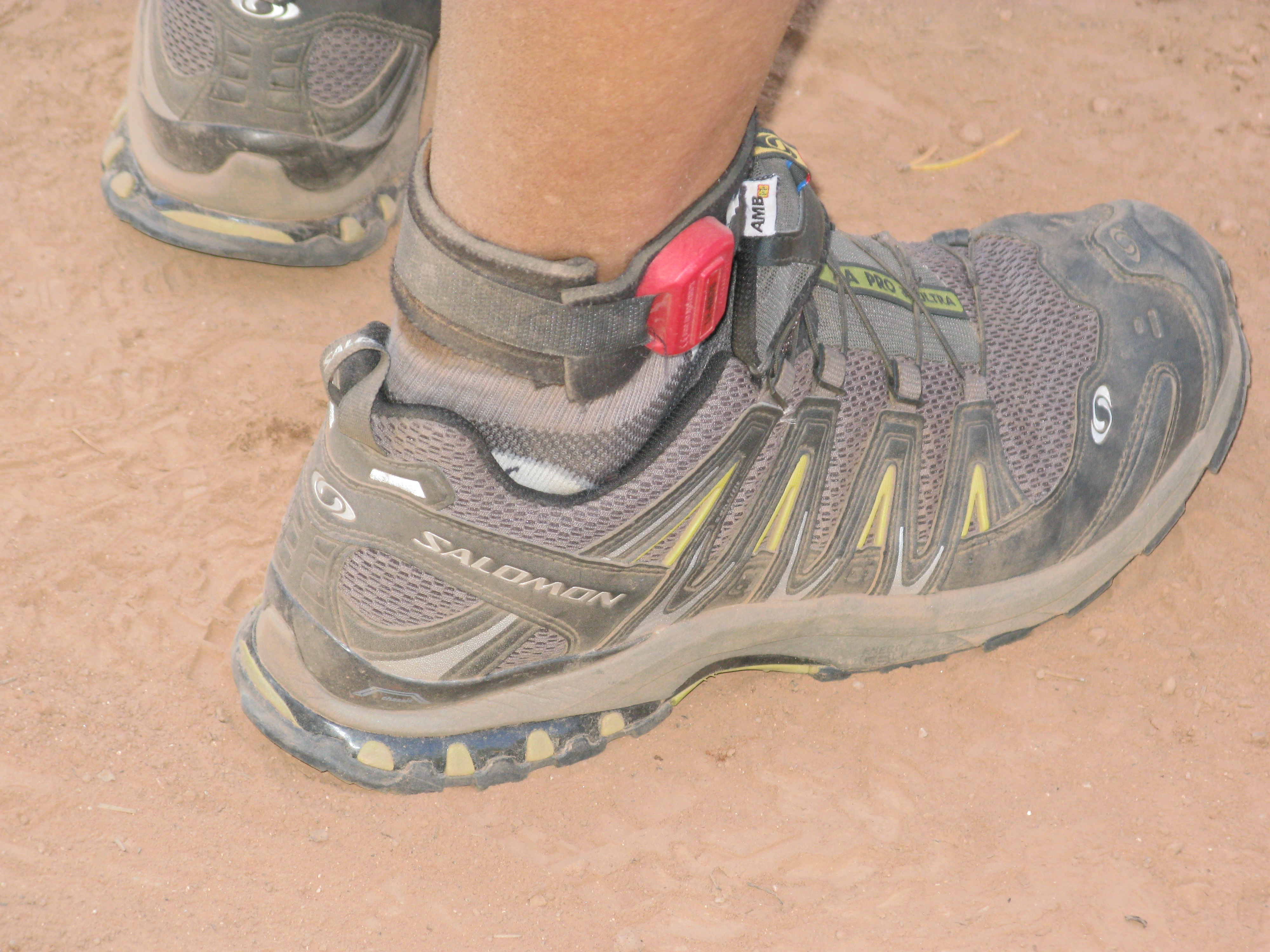

## Competições
Muitas são as corridas de trail running que se organizam a nível mundial. Devido que é relativamente recente a história das corridas de montanha como esporte organizado, são muito poucas as entidades organizadoras estabelecidas.
Em comparação com as corridas de atletismo em geral, muitas vezes há um menor número de participantes, sendo também limitada a quantidade de inscrição. Isto é devido a várias razões, tais como trilhas estreitas,as limitações dos parques nacionais, onde muitas vezes se atravessa, a segurança e o cuidado com o meio ambiente onde acontece o evento.
As distancias nestas corridas variam amplamente desde os 5 km a mais de 161 km (100 milhas). Cada 5 ou 10 quilômetros ao longo da rota, se localizam postos de abastecimento que fornecem alimentos e bebidas enquanto dura a competição. A maioria das corridas de trilha possuem uma única etapa onde o tempo dos competidores se calcula somando o tempo de parada nos postos de socorro ou abastecimento ao tempo total alcançado pelo esportista, no entanto, há uma maior tendência para que a corrida em trilha se realize por etapas e em vários dias, com apoio completo aos corredores incluindo acomodações para dormir e se alimentar entre as etapas.

## Ultracorridas de trilhos
Apresentam-se abaixo as principais ultracorridas de trilhos, ou seja, corridas de trilhos de longo curso.

### África
- Peninsula Ultra Fun Run: 80 quilômetros (50 milhas)
- Rhodes Trail Run
- Kalahari Augrabies Extreme Marathon
- Ultramaratón del Cañón del río Fish, Namíbia
- Grand Raid de Reunião
- Marathon des Sables, deserto do Saara marroquino

### Europa
- -  Trail 2 Heaven: 48 km (D+ 2457m)
- Ultra-Trail du Mont-Blanc: 166 quilômetros (103 milhas)
- Ultra Trail el Rincón: 170 Km, 100 Km y 34 Km
- Transgrancanaria: modalidades de 123 km (D+ 8400m), 92km (D+ 5300m), 43km (D+ 1930m) y 24km (D+ 750m)
- Transvulcania: 83 km, 42 km y 26 km.
- Bluetrail:97km, 66 km, 43 km y 21 km.
- Circular de Tejeda: 70 Km, 41 Km, 21 Km y 12 Km.
- Ultra Mallorca Serra de Tramuntana: 112 km (D+4500), 67 km (D+2500) y 44 km.
- Formentera All Round Trail: 72,5 km.
- Trail Menorca Camí de Cavalls: 185,3 km
- Trail de Vilatuxe: 33 km y 14 km.
- Tor des Géants: 330 km (D+ 24.000m)

### Asia
- Kokoda Race Challenge : 96 km (60 milhas)
- Ultra-Trail Mount Fuji (UTMF) : 161 km (desde 2012)
- Tsuneo Hasegawa Copa Japan Mountain Endurance Race : 71,5 km (desde 1993)
- Trans Japan Alpes Race : 415 km (desde 2002)

### América
- K42 Series e K21 Series Argentina, Brasil, Peru, Colômbia, Chile, México e República Dominicana.
- Metlife Trail Race 5,10,21k en Bosque La primavera, Guadalajara Jalisco - México
- Chicamocha Run 166 Km por el cañón de Chicamocha Santader- Colômbia
- Merrell Trail Tour 42Km Guatavita Cundinamarca Colômbia.
- The North Face K42 Cali, Colombia
- Del mar a la Cima 60 Km, Sierra Nevada de Santa Marta, Colômbia
- Raid de los Andes: 80 km (60 milhas)
- Ultra Caballo Blanco: 80 km
- North Face Endurance Challenge Argentina: 80 km (60 milhas)
- Western States Endurance Run: 160 km (100 milhas)
- Vulcano Ultra Trail Chile: 80 km (100 milhas)
- Leadville Trail 100: 160 km (100 milhas)
- Ultra Trail Andes Infernal Chile: 51 km (Altitud Máxima 5.424 mt.)
- Badwater Ultramaratón: 217 km (135 milhas)
- North Face Endurance Challenge Chile: 160 km.
- Merrell Challenge Pachacamac: 11.6 km
- Ventania Trail Running Sport Club/Argentina extrema (30km)
- Desafío de Lava: 21km Guatemala City
- Ruco Ultra Trail: 10 Km, 30 Km, 70 Km, 110 Km. Quito Equador.
- El Desafío Run Series: 10 Km, 20 Km, 50 Km. Lloa Equador.
- Chota Trail: 10 Km, 35 Km, 60 Km. Ibarra Equador.
- North Face Endurance Challenge Equador-Quito-Cochasqui: 80 km (60 milhas)
- Ultra Trail Torres del Paine Chile (109 km)
- TUTAN Transmantiqueira Ultra Trail Agulhas Negras ( 100km )
- TTRA - INSANE Corrida de Montanha (100 km)
- Trilogía de Montañas de Monterrey (90Km) La Silla-Mitras-Chipinque
- Desafío a los senderos del Ctalamochita, Rio Tercero, Córdoba, Argentina (21km)
- Maratón Trail El Zumbador (42k), Táchira, Venezuela
- Desafío del Río Picagres: 15 km Costa Rica

### Oceania
- Kepler Desafío : 60 km (37 milhas) incluye también la Grunt Luxmore 28 km (17 milhas) (Nova Zelândia)
- Sendero de Kokoda Challenge Race: 96 quilômetros (60 milhas)

## Ligações externos
- ITRA (Federación Internacional de Trail running)
- Ranking ITRA - carreras de ultrafondo
- Ultra-Trail Worl Tour